# Percy-en-Auge
Percy-en-Auge är en kommun i departementet Calvados i regionen Normandie i norra Frankrike. Kommunen ligger i kantonen Mézidon-Canon som ligger i arrondissementet Lisieux. År 2018 hade Percy-en-Auge 234 invånare.

## Befolkningsutveckling
Antalet invånare i kommunen Percy-en-Auge
Referens:INSEE